# Karel Lohniský
Karel Lohniský (28. července 1935, Praha – 20. dubna 2014, Hradec Králové) byl český zoolog se zaměřením na ichtyologii, tedy ryby. Byl dlouholetým pracovníkem a vedoucím přírodovědného oddělení Muzea východních Čech v Hradci Králové. Působil jako vysokoškolský pedagog, vedl ale i zoologické a akvaristické kroužky mládeže.
Karel Lohniský založil v Muzeu východních Čech sbírku ryb a v letech 1957–2005 ji dále rozvíjel, až se stala jednou z největších v Česku. Doplňoval ji průběžnými sběry v terénu.
Byl členem Ichtyologické sekce České zoologické společnosti.
Byl autorem mnoha odborných i populárně naučných textů, například v časopisu Živa.

## Dílo

### Výběr z publikační činnosti
- Lohniský K. & Lusk S. (1998): Historický vývoj a současný stav ichtyofauny hydrologického systému řeky Orlice (povodí Labe). In: Lusk S. & Halačka K. (eds): Biodiverzita ichtyofauny České republiky 2: 117–129. Brno: ÚBO AV ČR.[5]
- Hanel, L., Lohniský, K. (1995): Ichtyofauna dolního toku Trotiny a její změny po desetiletém entropicky ovlivněném vývoji. Živočišná výroba, 40, 31–36.[6]
- Lusk S., Lohniský K. & Vostradovský J. (1994): Červený seznam mihulí a ryb České republiky. Sborník referátů z ichtyologické konference, Vodňany, 187–193.[7]
- Lohniský K. (1993): Koljuška tříostná, Gasterosteus aculeatus Linnaeus, 1758, v povodí Divoké Orlice u Kostelce n. O. Acta Musei Reginaehradecensis (A) 23: 65–68.
- Lohniský, K. (1993): Abundance a biomasa dvou sousedních regulovaných úseků podhorského potoka Trotiny. Živočišná výroba 1993, 899–906.[6]
- Lohniský, K. (1984): Změny rozšíření a druhové skladby ichtyofauny východních Čech v posledních desetiletích. Zpravodaj KMVČ Hradec Králové, Přírodní vědy 10 (2): 29–106.[5]
- Lohniský, K. (1983): Raci v našich vodách. Crayfish in our waters. Rybářství, 6, 128–129.[8]
- Lohniský, K. (1982): Ichtyofauna střední a západní části krkonošského národního parku. OPERA CORCONTICA 19, 133–164.[6]
- Lohniský K. (1970): Taxonomické znaky několika větších pstruhů obecných, Salmo trutta trutta m. fario Linnaeus, 1758, z povodí Labe v severovýchodních Čechách, a S. trutta m. lacustris Linnaeus, 1758 z nádrže Klíčava ve středních Čechách, s poznámkou o vztahu délka – váha. Acta musei Reginaehradecensis, 11, 39–58.[9]
- Lohniský K. (1968): Kruhoústí a ryby povodí Labe a Stěnavy v severovýchodních Čechách. Fontes Musei Reginaehradecensis, 6, 3–66.[5]
- Lohniský, K. (1965): Beitrag zur Kenntnis der Wachstumsschnelligkeit der Bachforelle (Salmo trutta m. fario L. 1758)

### Články v časopisu Živa
- Halančík nádherný ze skupiny druhu Nothobranchius orthonotus (1986)
- Chov čichavce perleťového (1985)
- Znovu oblíbená parmička nádherná (1984)
- Kde se tře losos a tažné formy pstruha obecného (1983)
- Za lososem k Baltu (1979)
- Lososovité ryby montánního a subalpinského pásma centrálních českých Krkonoš (1978)
- Akvarijní ryby (1978)
- Klíč našich ryb, obojživelníků a plazů (1975)
- Rasbora heteromorpha Duncker (1960)
- Corydoras paleatus Jenyns (1959)
- Aplocheilichthys macrophtalmus meinkem (1959)
- Zkušenosti s chovem Rivulus cylindraceus (1959)[4]